# Касян, Андрей Филиппович
Андрей Филиппович Касян (1918—1944) —  гвардии капитан Рабоче-крестьянской Красной Армии, участник Великой Отечественной войны, Герой Советского Союза (1944).

## Биография
Андрей Касян  родился 13 декабря 1918 года в селе Киблич Гайсинского уезда Подольской губернии (ныне — Гайсинский район Винницкой области Украины). Получил неполное среднее образование, после чего работал трактористом в колхозе. В 1939 году Касян был призван на службу в Рабоче-крестьянскую Красную Армию. С июня 1941 года — на фронтах Великой Отечественной войны. К декабрю 1943 года гвардии капитан Андрей Касян командовал пулемётной ротой 330-го гвардейского стрелкового полка 129-й гвардейской стрелковой дивизии 18-й армии 1-го Украинского фронта. Отличился во время освобождения Житомирской и Винницкой областей Украинской ССР
28 декабря 1943 года во время отражения немецкой контратаки в районе села Студеница Коростышевского района Житомирской области Касян лично уничтожил несколько десятков солдат и офицеров противника, а также подбил бронетранспортёр. 9-11 марта 1944 года он переправился со своей ротой через реки Снивода и Южный Буг, прикрывая переправу основных сил, участвуя в боях за плацдармы на их западных берегах. 11 марта 1944 года Касян погиб в бою в южнее района села Александровка. Похоронен в селе Журавное, Хмельницкий р-н  крестьянское кладбище  (ныне  Журавное Литинского района).
Указом Президиума Верховного Совета СССР от 25 августа 1944 года гвардии капитан Андрей Касян посмертно был удостоен высокого звания Героя Советского Союза. Также был награждён орденами Ленина, Отечественной войны 1-й степени, Красной Звезды и медалью За боевые заслуги.
В честь Касяна  установлен бюст в Кибличе, названы улицы в Кибличе и селе Грузское Гайсинского района.